# Myxine formosana
Myxine formosana är en ryggsträngsdjursart som beskrevs av Hin-Kiu Mok och John Kuo 200. Myxine formosana ingår i släktet Myxine och familjen pirålar. IUCN kategoriserar arten globalt som otillräckligt studerad. Inga underarter finns listade i Catalogue of Life.